# Enigma (zene)
Az Enigma egy zenei projekt, melyet Michael Cretu indított el 1990-ben. Az évek során több társszerző és vendégzenész is közreműködött, de a projekt állandó tagja Cretu, a zeneszerző és producer. Sokáig gyakori szereplő volt felesége, Sandra Cretu, aki gyakran szolgáltatott vokálokat a számokhoz (bár az utolsó albumokon már nem volt hallható). Ugyanez a házaspár dolgozott Sandra név alatt is, mely Sandra Cretu önálló szólólemezeit takarja. Az Enigma nyolc albumot adott ki, a legutóbbi 2016-ban jelent meg.

## Történet
Az 1970-es évek végétől Cretu már rendelkezett egyéni karrierrel és azon kívül, hogy más előadókkal együtt dolgozott, feleségének albumán is közreműködött. Az Enigma előtt több album is napvilágot látott saját neve alatt, azonban ezek nem hoztak különösebb sikert a konyhára. Cretu később egy interjúban elmondta, hogy akkoriban azt hitte, végleg kifogy az ötletekből.
Ekkor jutott eszébe, hogy elkészítsen egy „New Age-dance” típusú lemezt. Ám ehelyett felrúgva saját szabályait és elképzeléseit, egy egészen új irányba fordult, majd 1990 decemberében megjelent a projekt első, legjelentősebb albuma, az MCMXC a.D. (ami a kiadás évére utal: 1990). Az album több, mint 60 országban lett platinalemez. Sikerét az első kislemeznek köszönhette, mely a Sadeness (Part 1) nevet viselte. A gregorián énekek és az erotika keveredése, mely forradalmian új dolog volt, megbabonázta az embereket.
Mielőtt az album megjelent, Cretu óvakodott a véleményektől, így eldöntötte, hogy nem közli valódi nevét sem, így ő maga a Curly M.C. álnév mögé bújt, az albumra pedig csak nagyon kevés információ került fel, fokozva az érdeklődést és a rejtélyt, hogy vajon az Enigma együttes vagy egy személy. Természetesen a siker és jogi bonyodalmak miatt a titok kipattant.
1993-ban producerektől kapott felkérést, hogy írjon zenét a Sliver című filmhez, de Cretu nem fogadta el az ajánlatot, ehelyett előállt egy Carly’s Song és a Carly’s Loneliness című számokkal, melyeket felhasználtak a filmhez. A Carly’s Song az Enigma albumára Age of Loneliness címmel került fel. (Carly a film főszereplőjének a neve.)
A következő évben megjelent a második album (E2), a The Cross of Changes, mely ugyancsak nagy siker volt, mindjárt az első évben több, mint 6 millió példány kelt el belőle. Azonban elődjéhez hasonlóan itt sem maradtak el a jogi problémák, hisz mindkét album mintákat tartalmazott más előadóktól, amiket Cretu nem tüntetett fel sehol. Az album most már nem gregorián elemeket tartalmazott, hanem törzsi énekek hangzottak fel benne. Ugyancsak ehhez a lemezhez fűződik az Enigma pályafutásának második legnagyobb sikere, melyet a Return to Innocence című dallal ért el.
1996-ban jött a Le roi est mort, vive le roi! (franciául „Meghalt a király, éljen a király!”) című lemez (E3) az első két album „keveréke” volt, hisz egyaránt tartalmazott gregorián mintákat és törzsi himnuszokat is. Ezt Cretu a hallgatók tudtára is adja a Third of Its Kind című dalban, ahol az első albumot mint apát, a másodikat mint anyát, a harmadikat pedig mint a kettejük gyermekét azonosítja (az is utalás lehet, hogy a Third of Its Kind a lemez harmadik száma). Bár Cretu ugyanolyan aprólékosan dolgozott, mint az első két albumnál, a Le Roi… mégsem érte el a kívánt lelkesedést és keresletet. Épp ezért az albumhoz tervezett 3 kislemez közül csak kettőt adtak ki (a The Roundabout törölve lett).
A következő lemez (E4) 1999-ben látott napvilágot. A The Screen Behind the Mirror sokak szerint a legigényesebb és legerőteljesebb album mind közül. Az egész korongot átjárják a Carl Orff-féle Carmina Buranából vett részletek. Ezen az albumon már csak néhány helyen lehet gregorián dallamokat hallani, de a hagyományos „Enigma-hangszerek” még mindig jelen vannak (például shakuhachi sípok). Vendég énekesként hallhatjuk Ruth-Ann Boyle-t az Olive együttesből, aki a Gravity of Love-ban énekel és Andru Donaldsot is.
2001-ben két válogatáslemez jelent meg, az egyik a Love Sensuality Devotion: The Greatest Hits, mely az Enigma eddigi legnépszerűbb számait tartalmazta, és a Love Sensuality Devotion: The Remix Collection, melyen 9 dal remix változata található. Az előbbi lemezen egy új dal, a Turn Around is hallható, melyet ugyanebben az évben kislemezen is kiadtak. A két válogatáslemez megjelenésével Cretu az Enigma első szakaszát zárta le.
Két év múlva, a második szakasz kezdeteként megjelent Voyageur (E5) valóban váltást hozott. Az Enigma 180 fokos fordulatot tett, hisz az új album egy egészen új sémát vetített elő, nyoma sem volt a megszokott, állandó hangszereknek, sem a gregorián énekeknek, de még a törzsi dallamoknak sem. A Voyageur inkább poposra sikeresett, amit sok rajongó nem tudott egészen elfogadni, így az eladási mutatók nem érték el az eddigi albumokét.
2005. augusztus 28-án a hivatalos honlapon bejelentették egy új kislemez megjelenését. A Hello & Welcome egy Felix Sturm nevű német bokszoló bevonulási zenéje volt, amit Cretu az ő megrendelésére írt. Mivel azonban a bokszdöntőt elhalasztották, a lemez is később jelent csak meg, 2006 márciusában.
Az Enigma hatodik albuma (E6) 2006 őszén jelent meg. Az A Posteriori szintén nem hasonlított a korábbi Enigma-albumokra, sokak szerint leginkább a Voyageur folytatásának tekinthető. Az eddigi popos hangzást felváltotta a techno, a hangulat pedig egyfajta űrbéli utazás részleteit tükrözi. A Hello & Welcome is felkerült a korongra, de egy nagyon átdolgozott, az előzőtől teljesen más verzióban.
A hetedik Enigma lemez a szokásostól eltérően, 3 év helyett, 2 év szünet után jelent meg 2008 szeptemberében. A Seven Lives Many Faces című korongon Cretu egyfajta omnikulturális hangzást szeretett volna alkotni, amelyben visszaköszönnek az előző hat Enigma albumra emlékeztető elemek egy sokkal modernebb köntösben. Az album előhírnökei a La Puerta Del Cielo és a Seven Lives című dalok voltak, ez utóbbi a német ARD csatorna által közvetített, 2008-as Olimpiai Játékok hivatalos dalaként lett ismert.
Az Enigma születésének 20. évfordulója alkalmából, 2009 novemberében megjelent a 3 lemezes best of album The Platinum Collection címmel, melyen a legsikeresebb Enigma dalok mellett remixek, és eddig kiadatlan, befejezetlen dalok is szerepeltek. Az évforduló megünneplése 2010-ben egy különleges játékkal folytatódott, melynek keretein belül a rajongók Michael Cretuval közösen készíthettek el egy dalt. Ebben bárki közreműködhetett azáltal, hogy feltölti saját, vagy barátai éneklését, hogy a legtöbb szavazatot kapott pályázatokból Cretu segítségével 2010 végére megszülethessen a Social Song. A dal 2010. december 15-én jelent meg MMX The Social Song címmel. Ez volt az első dal, amit rajongók segítségével készítettek az interneten.
2016. november 11-én megjelent az Enigma régóta várt nyolcadik albuma, a The Fall Of A Rebel Angel. Két kislemez jelent meg az albumról: Sadeness (Part II), és az Amen. Az új album megjelenését maga Cretu jelentette be az Enigma Facebook – oldalán. Az új album egy történetet mesél el, egy lázadó angyal történetét, mely végül el fog bukni. Ezen az albumon is visszaköszönnek a korábbi album elemei, mi több, a Sadeness (Part II) az első albumon található Sadeness hivatalos folytatása. Az albumon Cretu mellett közre működik még Anggun indonéz énekesnő, Mark Josher brazil énekes, aki az MMX The Social Song-ban is énekelt, Nanuk izraeli énekesnő, és a brit Aquilo elektrozenei duó.

## Az Enigmáról általában
Maga az "Enigma" szó is rejtélyt jelent, így nem meglepő hogy Cretu ezt a nevet választotta a projektnek. Az Enigma zenéje több stílusjegyből van összegyúrva, az erotika, női sóhajok, gregorián himnuszok, törzsi énekek, Cretu és más vendégénekesek földöntúliasra kevert vokálja, valamint a nyolcvanas évekből eredő atmoszférikus synthpop és new age alapok művészien kidolgozott keverése egyedivé és felismerhetővé teszi a projektet, miáltal az Enigma a kilencvenes és a kora kétezres évek egyik rádióbarát, ugyanakkor igényes popbrandjévé vált.

## Egyéb énekesek, zenészek
Az Enigma története során Cretu és Sandra mellett még mások is részt vettek a zene elkészítésében több-kevesebb ideig.
- Sandra Cretu (1990–2003)
- Jens Gad (1997–2003)
- Peter Cornelius (1990–1994)
- David Fairstein (1990–1997)
- Frank Peterson (1990–1991)

Énekesek
- Michael Cretu: majdnem minden albumon
- Sandra Cretu: majdnem minden albumon
- Louisa Stanley: az E1, E3 és E6 albumokon
- Elisabeth Houghton: az E4 albumon
- Andreas Harde (Angel): a Return to Innocence-ben
- Ruth-Ann Boyle: az E4 és E5 albumokon hallható több számban
- Andru Donalds: szintén az E4 és E5 albumokon

## Diszkográfia

### Albumok
- MCMXC a.D. (1990)
- The Cross of Changes (1993)
- Le roi est mort, vive le roi! (1996)
- The Screen Behind the Mirror (2000)
- Voyageur (2003)
- A Posteriori (2006)
- Seven Lives Many Faces (2008)
- The Fall Of A Rebel Angel (2016)

### Válogatások, egyéb albumok
- Trilogy (1998)
- Love Sensuality Devotion: The Greatest Hits (2001)
- Love Sensuality Devotion: The Remix Collection (2001)
- 15 Years After (2005)

### Kislemezek
| Év   | Cím                               | Slágerlistás helyezések | Slágerlistás helyezések | Slágerlistás helyezések | Slágerlistás helyezések | Slágerlistás helyezések | Album                                       |
| Év   | Cím                               | Brit kislemezlista      | USA Hot 100             | USA Modern Rock         | Eurochart               | Német kislemezlista     | Album                                       |
| 1990 | Sadeness (Part I)                 | #1                      | #5                      | #6                      | #1                      | #1                      | MCMXC a.D.                                  |
| 1990 | Mea Culpa (Part II)               | #55                     | –                       | –                       | –                       | #7                      | MCMXC a.D.                                  |
| 1991 | Principles of Lust                | #59                     | –                       | –                       | –                       | #90                     | MCMXC a.D.                                  |
| 1991 | The Rivers of Belief              | #68                     | –                       | –                       | –                       | –                       | MCMXC a.D.                                  |
| 1993 | Carly’s Song                      | –                       | –                       | –                       | –                       | –                       | Sliver: Music from the Motion Picture       |
| 1994 | Return to Innocence               | #3                      | #4                      | #2                      | #2                      | #5                      | The Cross of Changes                        |
| 1994 | The Eyes of Truth                 | #21                     | –                       | –                       | –                       | –                       | The Cross of Changes                        |
| 1994 | Age of Loneliness                 | #21                     | –                       | –                       | –                       | –                       | The Cross of Changes                        |
| 1994 | Out from the Deep                 | –                       | –                       | –                       | –                       | –                       | The Cross of Changes                        |
| 1996 | Beyond the Invisible              | #26                     | #81                     | –                       | #46                     | #40                     | Le Roi Est Mort, Vive Le Roi!               |
| 1997 | T.N.T. for the Brain              | #60                     | –                       | –                       | –                       | –                       | Le Roi Est Mort, Vive Le Roi!               |
| 1999 | Gravity of Love                   | –                       | –                       | –                       | –                       | #65                     | The Screen Behind the Mirror                |
| 2000 | Push the Limits                   | #76                     | –                       | –                       | –                       | #96                     | The Screen Behind the Mirror                |
| 2000 | Turn Around                       | –                       | –                       | –                       | –                       | #65                     | Love Sensuality Devotion: The Greatest Hits |
| 2003 | Voyageur                          | –                       | –                       | –                       | –                       | –                       | Voyageur                                    |
| 2003 | Following the Sun                 | –                       | –                       | –                       | –                       | #97                     | Voyageur                                    |
| 2004 | Boum-Boum                         | #108                    | –                       | –                       | –                       | #98                     | Voyageur                                    |
| 2006 | Hello and Welcome                 | –                       | –                       | –                       | –                       | #87                     | 15 Years After                              |
| 2006 | Goodbye Milky Way                 | –                       | –                       | –                       | –                       | –                       | A Posteriori                                |
| 2006 | Eppur Si Muove EP                 | –                       | –                       | –                       | –                       | –                       | A Posteriori                                |
| 2008 | Seven Lives / La Puerta del Cielo | –                       | –                       | –                       | –                       | #56                     | Seven Lives Many Faces                      |
| 2008 | The Same Parents                  |                         |                         |                         |                         |                         | Seven Lives Many Faces                      |
| 2010 | MMX (The Social Song)             |                         |                         |                         |                         |                         |                                             |
| 2016 | Sadeness (Part II)                |                         |                         |                         |                         |                         | The Fall of a Rebel Angel                   |
| 2016 | Amen                              |                         |                         |                         |                         |                         | The Fall of a Rebel Angel                   |

### DVD-k
- Remember the Future (2001)
- MCMXC a.D.: The Complete Video Album (2003)
- A Posteriori (2006)